# هوغو فيتلسين
هوغو فيتلسين (بالبوكمول: Hugo Vetlesen) (29 فبراير 2000 بباروم في النرويج - ) هو لاعب كرة قدم نرويجي في مركز الوسط. لعب مع نادي ستابك.

## وصلات خارجية
- هوغو فيتلسين على موقع الاتحاد الأوربي (الإنجليزية)
- هوغو فيتلسين على موقع اتحاد النرويج (النرويجية)
- هوغو فيتلسين على موقع قاعدة بيانات كرة القدم.إي يو (الإنجليزية)
- هوغو فيتلسين على موقع ناشيونال فوتبول تيمز (الإنجليزية)
- هوغو فيتلسين على موقع Soccerbase.com (لاعب) (الإنجليزية)
- هوغو فيتلسين على موقع Soccerway.com (الإنجليزية)
- هوغو فيتلسين على موقع عالم كرة القدم.نت (الإنجليزية)